# Stift Ranshofen

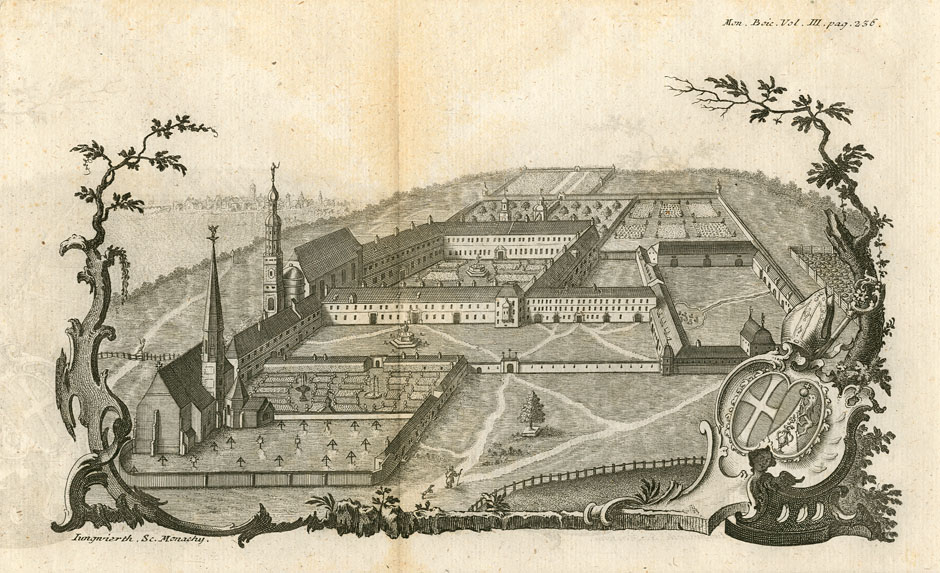
Stift Ranshofen, Stich von 1764

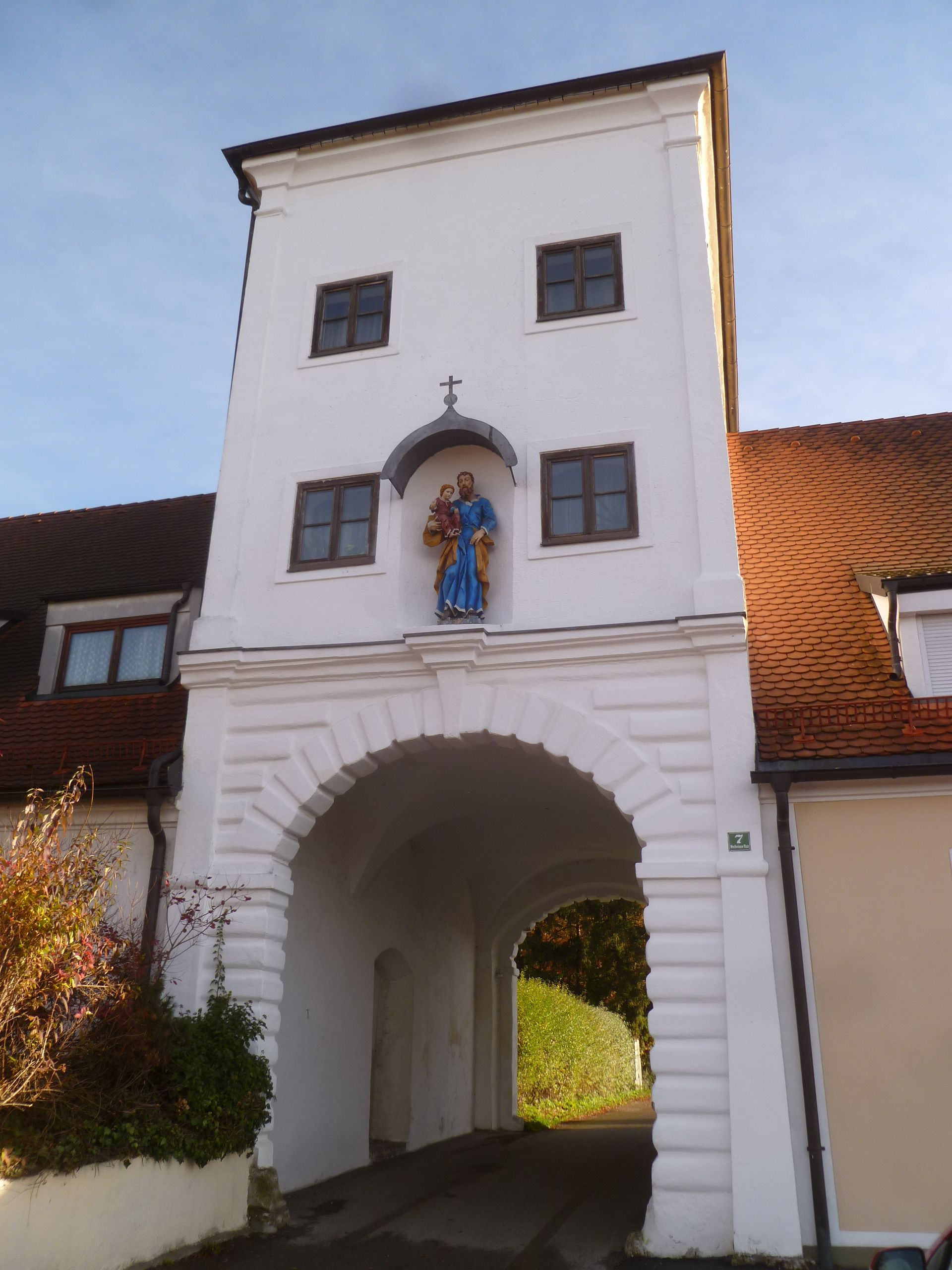
Portalanlage zum Stift Ranshofen

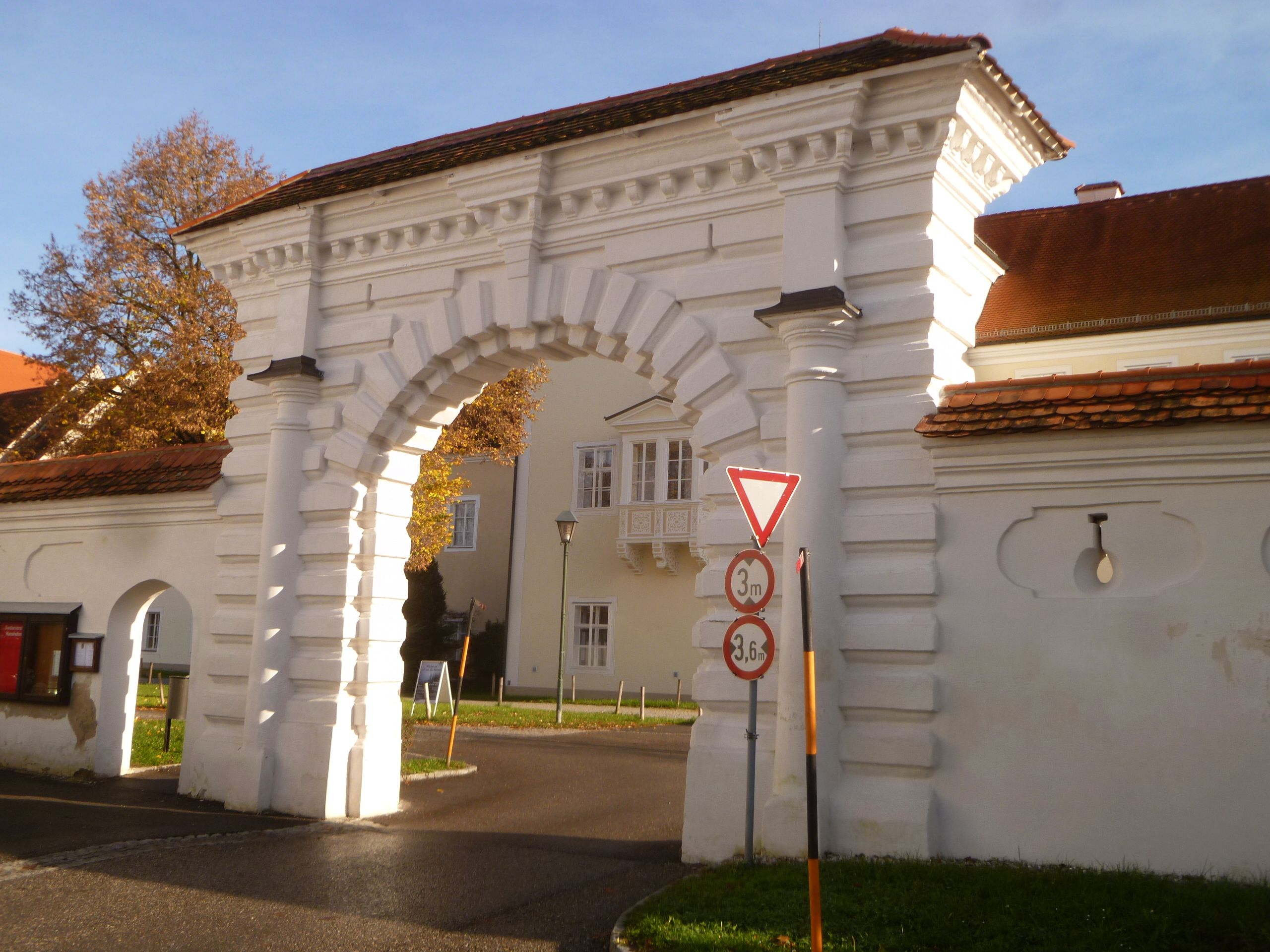
Eingang zur Klosteranlage

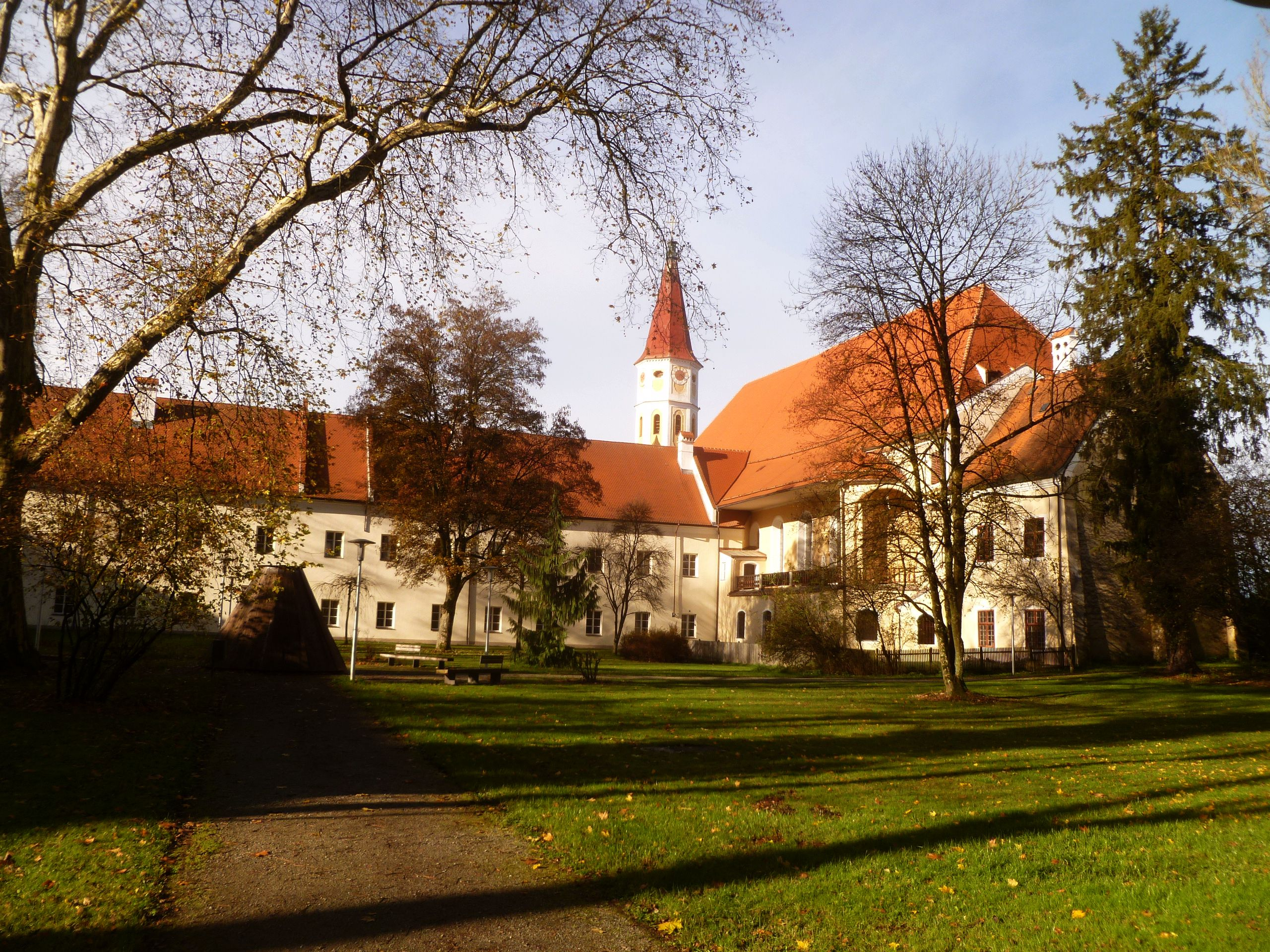
Pfarrkirche (Stiftskirche) mit Vorgängerbauten

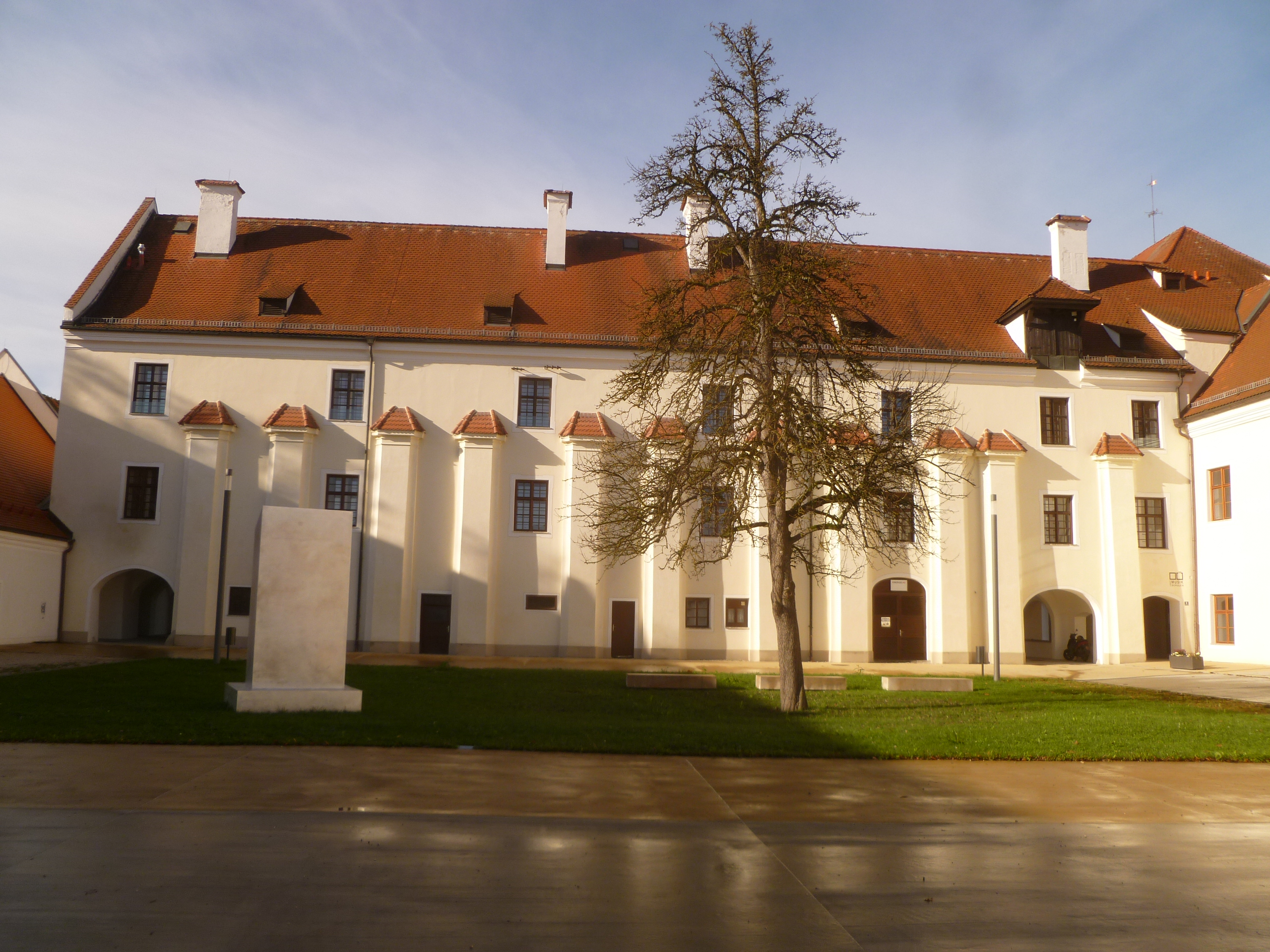
„Schlössl“ (Klostertrakte)

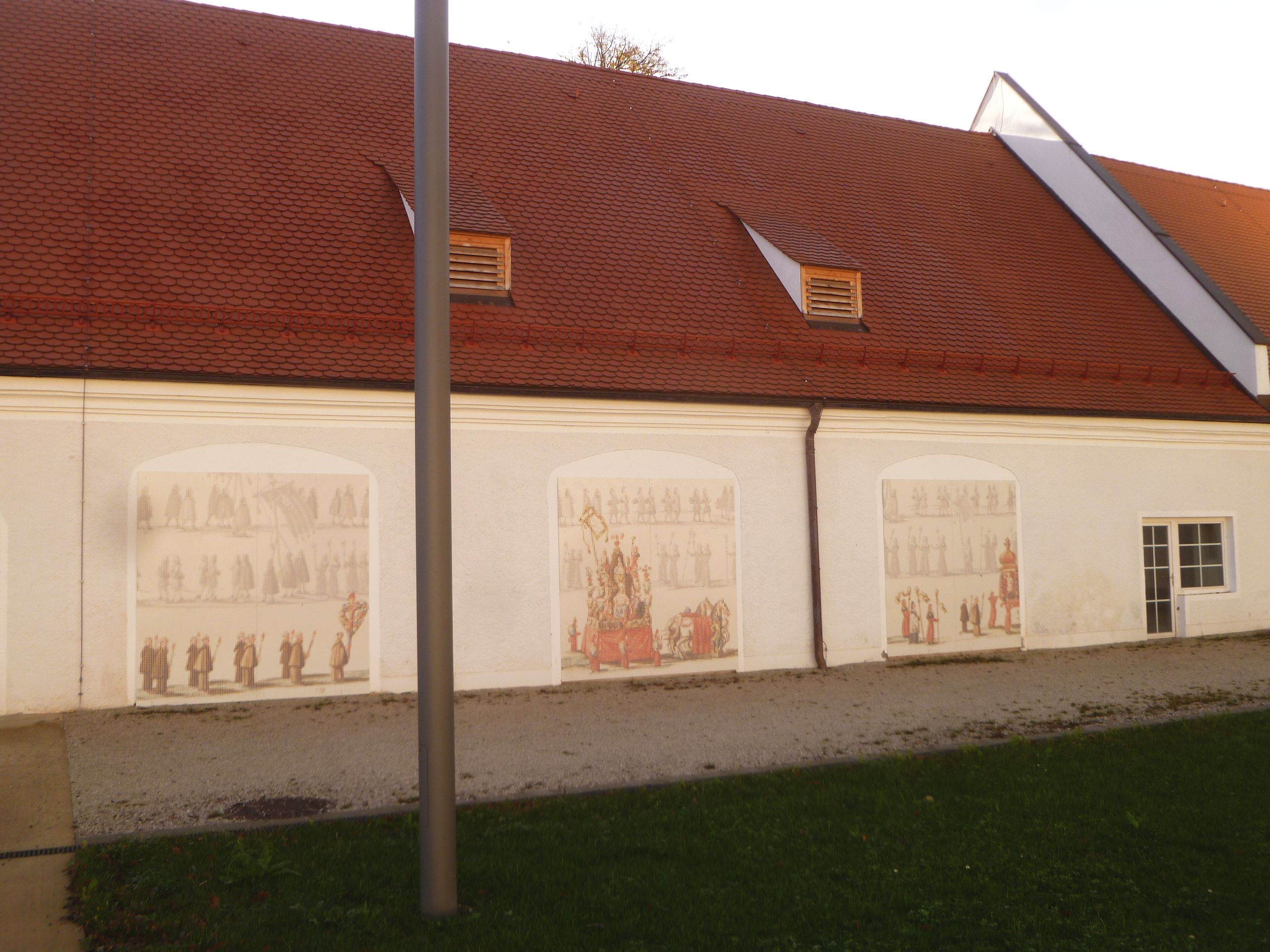
Gartenbaudenkmale im ehem. Konventgarten

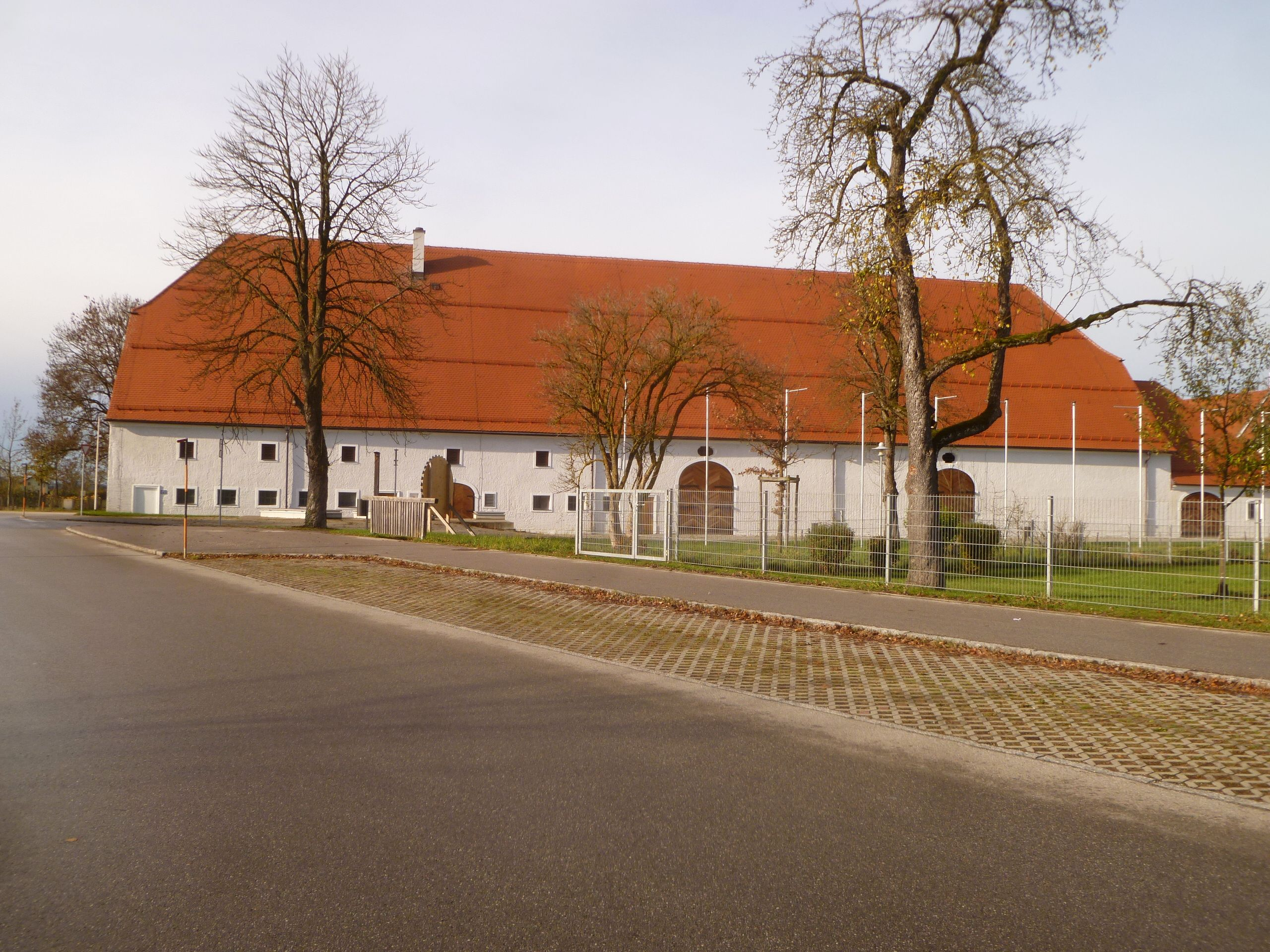
Meierhof

Das Stift Ranshofen ist ein ehemaliges Kloster der Augustiner-Chorherren (CanReg) in Ranshofen, einem Stadtteil von Braunau am Inn in Österreich. Die ehemalige Stiftskirche ist die heutige Pfarrkirche Braunau-Ranshofen.

## Geschichte
Ranshofen wurde erstmals urkundlich im Jahre 788 der herzogliche Hof „Rantesdorf“ der Agilolfinger genannt. Damals regierte in Bayern noch der Agilolfinger Herzog Tassilo III., wobei der Herzogshof mit der Absetzung Tassilos von den Karolingern als Reichsgut übernommen wurde. Unter Karl dem Großen wird Ranshofen zur Kaiserpfalz erhoben. Die Könige Ludwig der Deutsche und sein Sohn Karlmann weilten mehrmals an diesem Königshof (curtis regia) bzw. dieser Pfalz (Palatium). Der letzte Karolinger Kaiser Arnulf von Kärnten ließ hier zwischen 896 und 898 eine dem Hl. Pankraz geweihte Pfalzkapelle erbauen. Diese wurde dem Priester Ellimbrecht als Lehen und diesem dann als freies Eigen übertragen. Ab 900 wird hier erstmals ein Sitz einer Vereinigung von Weltpriestern genannt. 1120 ist Ranshofen ein Herzogssitz der Welfen.

### Kloster Ranshofen
Noch vor dem Jahre 1040 errichtete Kaiser Heinrich II. die Pfarre Ranshofen, ließ eine eigene Pfarrkirche erbauen und Kaiser Konrad II. bestätigte im Jahre 1040 diese Pfarre. An der alten Pfalzkapelle zum heiligen Pankraz bildete sich eine Weltpriestergemeinschaft, aus der 1125 unter dem Bayernherzog Heinrich IX. ein Augustiner-Chorherren-Stift hervorging. Die königliche Pfalz wurde zu einem Kloster und wurde von dem Salzburger Erzbischof Konrad mit Chorherren besiedelt und vermutlich 1135 eingeweiht. Das Recht der freien Probstwahl wird dem Kloster in dem großen Schutzbrief von Papst Eugen III. von 1147 zugesichert. Bereits zu dieser Zeit unterstanden dem Kloster eine Reihe von Filialkirchen (Braunau am Inn, Geretsberg, Gilgenberg, Handenberg, Hochburg, Neukirchen an der Enknach, Pfarrkirche zum Hl. Michael in Ranshofen); auch die Ranshofener Pfarrkirche Hl. Michael ist seit 1147 bezeugt. Von den Aufsichtsrechten durch das dem Passauer Bischof unterstellte Mattseer Archidiakonat konnte sich Ranshofen um 1200 herum befreien (Exemtion der im Stiftsverband zusammengeschlossenen Kirchen). 1212 verzichtete Bischof Manegold von Passau auch auf die Gerichtsbarkeit über die Klosteruntertanen. 1345 erhielt das Kloster von Kaiser Ludwig dem Bayern die niedere Gerichtsbarkeit verliehen.
Das Kloster wurde im Laufe der Geschichte immer wieder durch kriegerische Ereignisse heimgesucht bzw. verwüstet. 1233 plünderte der Babenberger Herzog Friedrich der Streitbare bei Kämpfen mit Herzog Otto II. von Bayern die zu dem Kloster gehörende Filialkirche in Neukirchen an der Enknach. 1242 überfielen von der Burg Obernberg kommende Gefolgsmannen des Bischofs von Passau das Kloster und brannten mit der Pfalz auch die beiden dortigen Kirchen nieder. 1266 wurde Ranshofen bei Kämpfen zwischen König Ottokar von Böhmen und Herzog Heinrich von Niederbayern erneut niedergebrannt. Unter Propst Konrad I. (1276–1311) konnte der Neubau der Stiftskirche 1283 abgeschlossen und durch den Bischof von Regensburg Heinrich II. von Rotteneck eingeweiht werden. Während des Landshuter Erbfolgekrieges (1504/05) wurden Kirche und Kloster wiederum schwer beschädigt. Unter dem Propst Kaspar Türndl (1504–1529) wurde 1508 mit dem gotischen Neubau der Stiftskirche begonnen, auch ein neuer Klostertrakt und ein großer Wirtschaftshof wurden erbaut. Im 16. Jahrhundert begann sich auch in Ranshofen die Reformation auszubreiten. Unter dem Propst Adam Gensleuthner (1560–1587) wurde sehr rasch die Gegenreformation durchgesetzt.
Nach 1620 begann für Ranshofen trotz der Bedrohung durch den Dreißigjährigen Krieg eine glanzvolle Zeit. Die Klosteranlage wurde unter Propst Philipp Vetterl (1620–1634) in barockem Stil neu errichtet, dabei wurde auch der 1621 eingestürzte Kirchturm wieder aufgebaut. Dieser Turm war um Einiges höher als der heutige und durch eine Halbkuppel mit Laterne abgeschlossen. Der jetzige Turm wurde nach dem Brand von 1859 in reduzierter Form erbaut. Die Stiftskirche erhielt einen neuen Hochaltar, das wuchtig gebänderte Seitenportal und eine neue Orgel. Der Propst erhielt von Papst Urban VIII. die Pontifikalien. Um diese Zeit etablierten sich im Kloster mehrere Bruderschaften, so die Corporis-Christi-Bruderschaft, die Gut-Tod-Bruderschaft und die Rosenkranzbruderschaft. Für diese wurde die Marienkapelle umgestaltet und 1632 mit einem neuen Altar ausgestattet. 1634 fand auch der bayerische Kurfürst Maximilian I. mit seiner Familie Unterschlupf vor den schwedischen Truppen. Anfang 1635 starb hier seine Frau Elisabeth Renata von Lothringen. Propst Benno Meier (1665–1687) ließ im Schloss Neukirchen eine theologische Studienanstalt errichten.
Aus Anlass des 800-jährigen Bestehens der alten Pfalzkapelle wurden unter Propst Ivo Kurzbauer (1687–1715) zum Jahr 1698 Kirche und Kloster nochmals erneuert. Der barocke Hochaltar ist ein Werk Sebastian Hagenauers. Das Altarbild stammt von Johann Kaspar Sing und stellt die Enthauptung des Kirchenheiligen dar, der Altarauszug zeigt die Hl. Dreifaltigkeit. 1770 wurde der Prälatentrakt durch Johann Baptist Modler mit Rokokostukkatur ausgestaltet. 1805 fand noch eine pompöse Festkantate aus Anlass der Sekundiz des Propstes Kierl statt.
Schon wenige Jahre nach der Eingliederung des Innviertels zu Österreich 1779 wurde die damalige Ranshofener Pfarrkirche St. Michael gesperrt. Diese Pfarrkirche war dem Kloster vorgelagert, wurde 1712 barockisiert, aber 1785 profaniert und 1799 abgerissen. Die Steine wurden zur Ausbesserung der riesigen Festungsanlage Braunaus verwendet.
Während der Franzosenkriege setzte der wirtschaftliche Niedergang des Klosters ein. 1811 wurde das Kloster durch die bayerische Regierung aufgelöst.

### Schloss Ranshofen
Nach dem Frieden von Teschen kam 1779 Ranshofen zu Österreich. Während der Franzosenkriege kam mehrmals zu Plünderungen und das Stift wurde einmal von dieser und dann wieder von der anderen Seite als Spital verwendet. Der letzte 1784 erwählte Propst Johann Nepomuk Kierl galt als schwach und verschwenderisch, sodass auch die Klostergemeinschaft innerlich zerfiel. Nach seinem Tod 1809 kam es zu keiner Neuwahl eines Propstes. 1810 kam das Innviertel wieder zu Bayern und schon ein Jahr später wurde das Kloster Ranshofen auf Anordnung des Ministers Montgelas am 28. Oktober 1811 aufgelöst und das Klostergebäude zum Schloss profaniert. Die Klosterkirche wurde Pfarrkirche, die Chorherren wurden Weltpriester und betreuten die früheren angeschlossenen Pfarreien. Die als wertvoll angesehenen Archivalien kamen an das Hauptstaatsarchiv nach München und der größere Teil der Bibliothek an die jetzige Bayerische Staatsbibliothek.
1816 kam das Innviertel dann endgültig zu Österreich. 1812 erwarb Graf Frohberg Montjoie den Besitz. 1839 kam das Schloss an den Münchener Hofrat Ludwig Bernhart. Nach weiteren Besitzerwechseln erwarb 1851 Ferdinand Wertheimer das Schloss, dessen Familie die große Anlage mit den umfangreichen Grundstücken bis 1938 besaß. 1939 wurde Ranshofen von den Aluminium-Werken in Töging erworben. 1945 kam das Schloss an die Stadtgemeinde Braunau, die hier ein Gefangenen- und Flüchtlingslager errichtete.

## Schloss Ranshofen heute
Mit dem Enkel von Friedrich Wertheimer, dem österreichisch-US-amerikanischen Diplomaten und Journalisten Egon Ranshofen-Wertheimer, haben sich 2007 die 16. Braunauer Zeitgeschichte-Tage beschäftigt. Am 3. Mai 2008 ist der Egon Ranshofen-Wertheimer Preis bereits zum zweiten Mal verliehen worden.
Von 27. April bis 4. November 2012 war das Stift Ranshofen neben dem Schloss Mattighofen und der Burg Burghausen einer der Schauplätze der oberösterreichisch-bayerischen Landesausstellung Verbündet, verfeindet, verschwägert.
Durch die Sicherung der Förderung für die Landesausstellung 2012 war ein konkreter Nachnutzungsvorschlag für das Stift Ranshofen erforderlich. In diesem Zusammenhang wurden Überlegungen zur Errichtung einer Zweigstelle der Landesmusikschule Braunau angestellt.
Von 16. bis 18. November 2012 fand im Stift das Christkönigsfestival der Loretto Gemeinschaft statt.